# Viktor Foerster
Viktor Foerster (26. srpna 1867 Praha-Nové Město – 9. prosince 1915 Podolí) byl český malíř a mozaikář. Byl synem hudebního skladatele Josefa Förstera a mladším bratrem hudebního skladatele Josefa Bohuslava Foerstera. Technice mozaiky se vyučil v Itálii.

## Život
Viktor Foerster se narodil 26. srpna v Praze – V Jirchářích. Jeho otec, Josef Foerster (1833-1907) byl komponista, profesor konzervatoře, regenschori u sv. Vojtěcha a sv. Víta v Praze a reformátor varhanní hudby. Jeho matka, Marie rozená Hladíková (1838-1878), konzervatoristka, již v roce 1878 zemřela. Jeho starší bratr, Josef Bohuslav (1859-1951) byl hudebním skladatelem, pedagogem a spisovatelem. Měl tři sestry: Marii (1863-1899), Annu (1864-1939) a Boženu (1874-1935). Bydleli ve Vojtěšské ulici, později na Velkopřevorském náměstí.
Pocházel z velmi nábožné rodiny, kde se hudební nadání dědilo z generace na generaci. Rod Foerstrů žil dlouho v Osenicích na Jičínsku. Jeho strýc, Antonín Foerster, byl regenschori lublaňského biskupského chrámu. Jeho sestřenice – dcera Anny – byla Ada Nordenová , pěvkyně ND.

### Vzdělání
Viktor Foerster inklinoval nejen k hudbě, ale stejně jako jeho bratr i k výtvarnému umění. Navštěvoval nižší české reálné gymnázium, večerní kurzy u Jakuba Schikanedra, byl přijat na večerní kurzy kresby a malby na Umělecko-průmyslové škole. Pracoval jako zinkograf, naučil se pořizování štočků pro reprodukci grafických předloh.
V roce 1891 byl přijat na Akademii výtvarných umění v Praze, do ateliéru Maxe Pirnera, jeho profesory byli Julius Mařák a Vojtěch Hynais, jeho spolužáky např. Otakar Paur, Antonín Herčík, Max Švabinský, František Bílek. Po prvním semestru dostal povolávací rozkaz, po roce vojny se přihlásil na Akademii v Mnichově k profesorům Seitzovi a Marrovi, ale tam nevydržel a vrátil se do Prahy, ale stále nespokojený již v roce 1894 odjel do Paříže, aby se zapsal na Akademii Colarossi, odkud odchází na Akademii Julien. Po návratu do Prahy dokončil v roce 1896 studium AVU.
Velice často byl hostem svého spolužáka a přítele Františka Bílka v Chýnově. V jeho rozháraném životě hrál Bílek velkou roli, dostal první pobídku k tomu, aby bral vážně nutnost vzdělávat se. Jeho citová zklamání vedou k úmyslu stát se řeholníkem – ať jsou to Emauzy, Lnáře či Sekava ve Štýrsku.

### Klášter Monte Cassino
V roce 1902 vstoupil v Itálii do benediktinského kláštera Monte Cassino v Abruzzských Apeninách. Nevstoupil do benediktinského řádu, pracoval zde jako výtvarník při restaurování mozaikové výzdoby v klášterní kapli. Stal se žákem Petra Desideria Lenze, bývalého profesora na akademii v Düsseldorfu a stoupence beuronské školy. Zpracovával se zde vzácný skleněný materiál, což bylo východiskem ke zdokonalení technologie tehdy uplatňované chrámové mozaiky římského typu. Tato technika Viktora Foerstera nadchla, její poznání výrazně ovlivnilo jeho pozdější uměleckou činnost v podobě monumentální figurální tvorby v sakrální architektuře. Přinesl tuto mozaikářskou techniku do naší vlasti a navázal tak na zapomenuté umění starých mistrů.

### Mozaikářské dílny
Poznatky z práce s Lenzem byly natolik univerzální, že si mohl v Praze otevřít vlastní mozaikářskou dílnu, krátce v areálu kláštera sv. Jiří (1904-1908), později v domě č.159/26 U Zlatého jablka v ulici Úvoz, po roce 1910 ve vlastním domku v Mnichovicích – Božkově.

### Manželka Marie roz. Jesenská
V roce 1909 se oženil s Marií Jesenskou, sestrou spisovatelky Růženy Jesenské. Byla učitelkou na měšťanské škole, překládala z angličtiny (Oskara Wilda, Charlese Dickense). Naučila se od svého manžela dělat mozaiku a vedla jeho dílnu až do roku 1938.

## Dílo

### Obrazy, kresby
Již z dětství se dochovaly drobné malůvky z malostranských zákoutí: Vytěžování dna Vltavy, Pohled na chrám sv. Víta, portrétní kresba sestry Boženy. Skicoval Na Slovanech, kde se poprvé zblízka dozvěděl o existenci mnichů beuronů (malířská škola benediktinů), kteří se právě ujímali zdejšího kláštera. Při studiu na AVU maloval ve Stromovce (Hlava starce), zachovaly se i olejové náčrty k Sehnutému muži. Po vojně vznikla olejomalba zásadnějšího významu Noční jezdec. Z Mnichova se vrátil s obrázkem Muž ve světlém klobouku. Jeho bratr Josef Bohuslav mu svěřil výtvarné pojetí obálek ke svým melodramům Amarus a Faustalus. V Paříži při zkouškách na Akademii předložil dvojici kreseb k námětu obrazu z nábřeží Quai de Notre-Dame: Pohled na chrám od východu, ale i pastel pražského Jeleního příkopu u Daliborky.
Z francouzského období pocházejí Sběračka plodů, Žena s vodou, Tři ženy s vodou. Několik olejů a akvarelů vzniklo i v italských Benátkách. V letech 1899 maluje krajinné partie a zákoutí v Poříčí nad Sázavou a ve Zruči. Začal s olejomalbou Panny Marie – předobraz pozdějších Madon. Při pobytu v Chýnově se spřátelil s Antonínem Bílkem, bratrem Františka Bílka, spisovateli Juliem Zeyerem a Otokarem Březinou.

### Křížové cesty
Průlom v uměleckém světě se u Viktora Foerstera dostavil s pelhřimovskou křížovou cestou, především jejím originálním pojetím. Tak také vznikla řada studií k tajemství umučení Boha – člověka. Další důležitou charakteristikou jeho křížových cest je jejich počet: křížová cesta v kostele sv. Bartoloměje v Pelhřimově, v kostele sv. Petra a Pavla v Nové Říši, v chrámu Nanebevzetí Panny Marie v Praze na Strahově a v kostele sv. Máří Magdaleny v Němčicích nad Hanou.
Křížová cesta v plenéru na vrch Křemešník nedaleko Pelhřimova od studánky ke kostelu Nejsvětější Trojice realizována nebyla. Návrhy kapliček od Františka Bílka v podobě květin a mozaikové desky Viktora Foerstera jsou uloženy v Muzeu Vysočiny v Pelhřimově. Křížová cesta na Křemešníku byla realizována podle návrhu Antonína Theina, sochu pro Boží hrob zhotovil Antonín Bílek a Viktor Foerster vytvořil terakotové reliéfy.

### Mozaiky

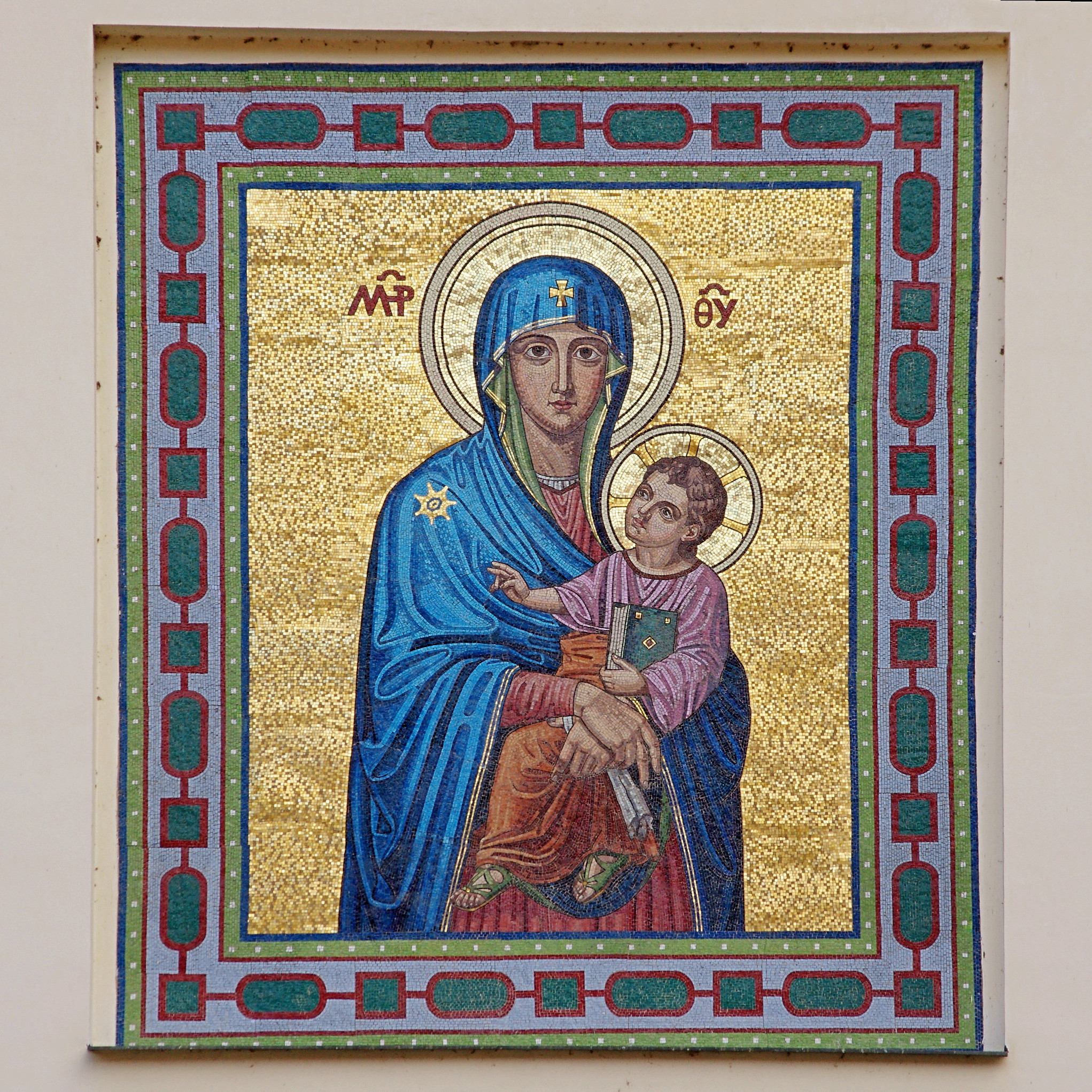
Madona na průčelí kostela Panny Marie Sněžné

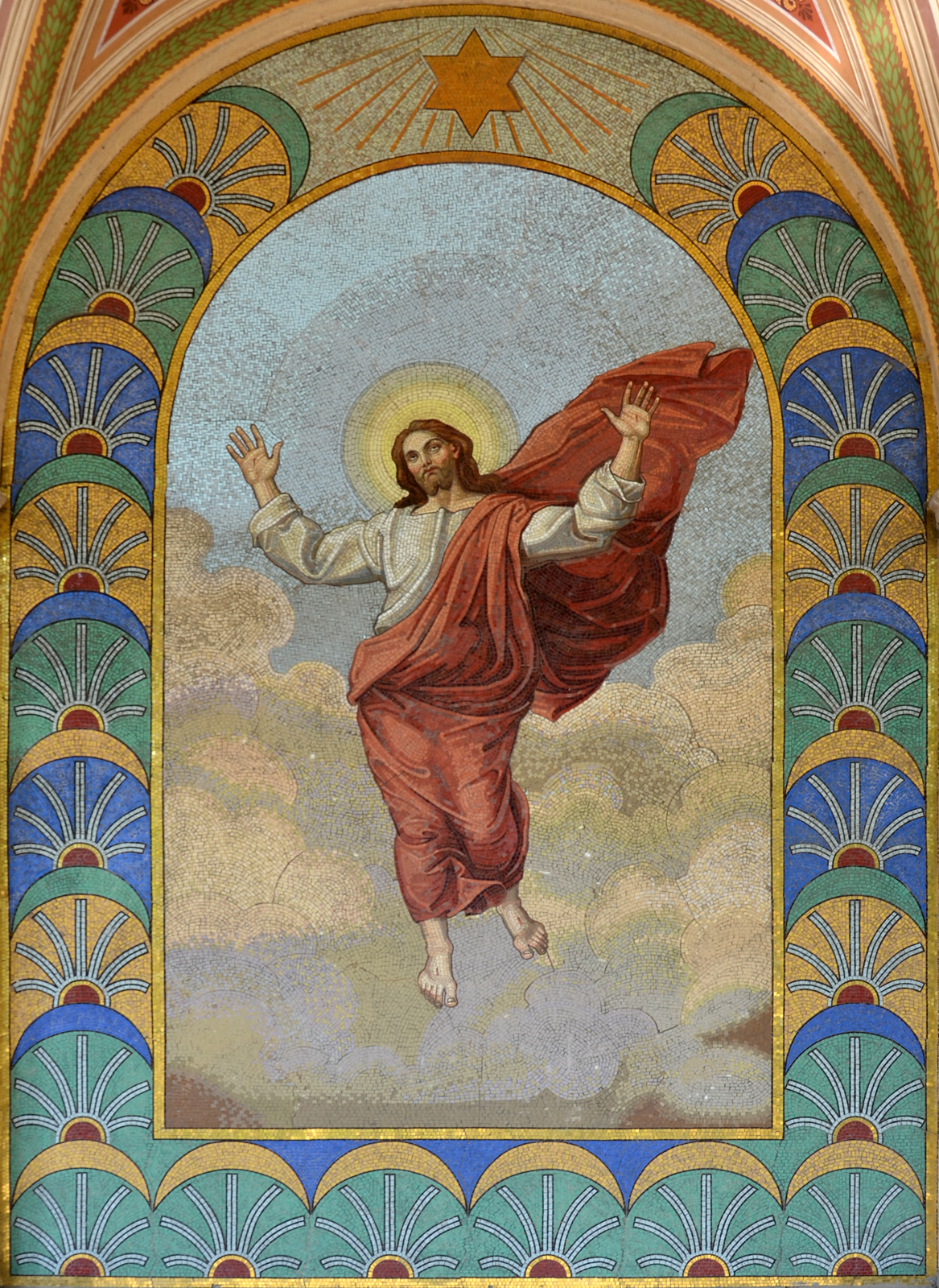
Zmrtvýchvstalý Kristus (podle Raffaela Santi), kolem 1908, Vyšehradský hřbitov

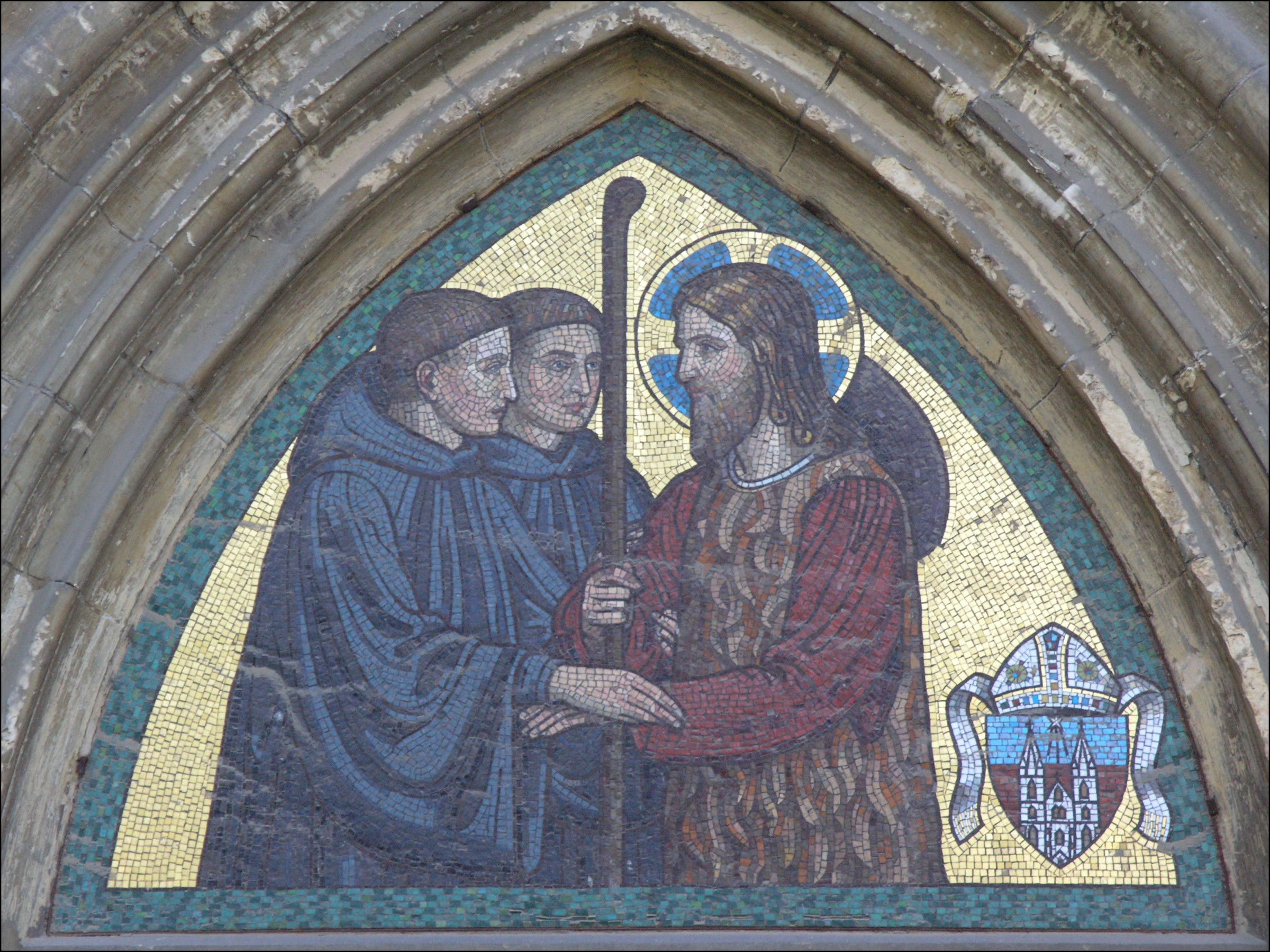
Emauzy - Kristus provázen dvěma benediktinskými mnichy

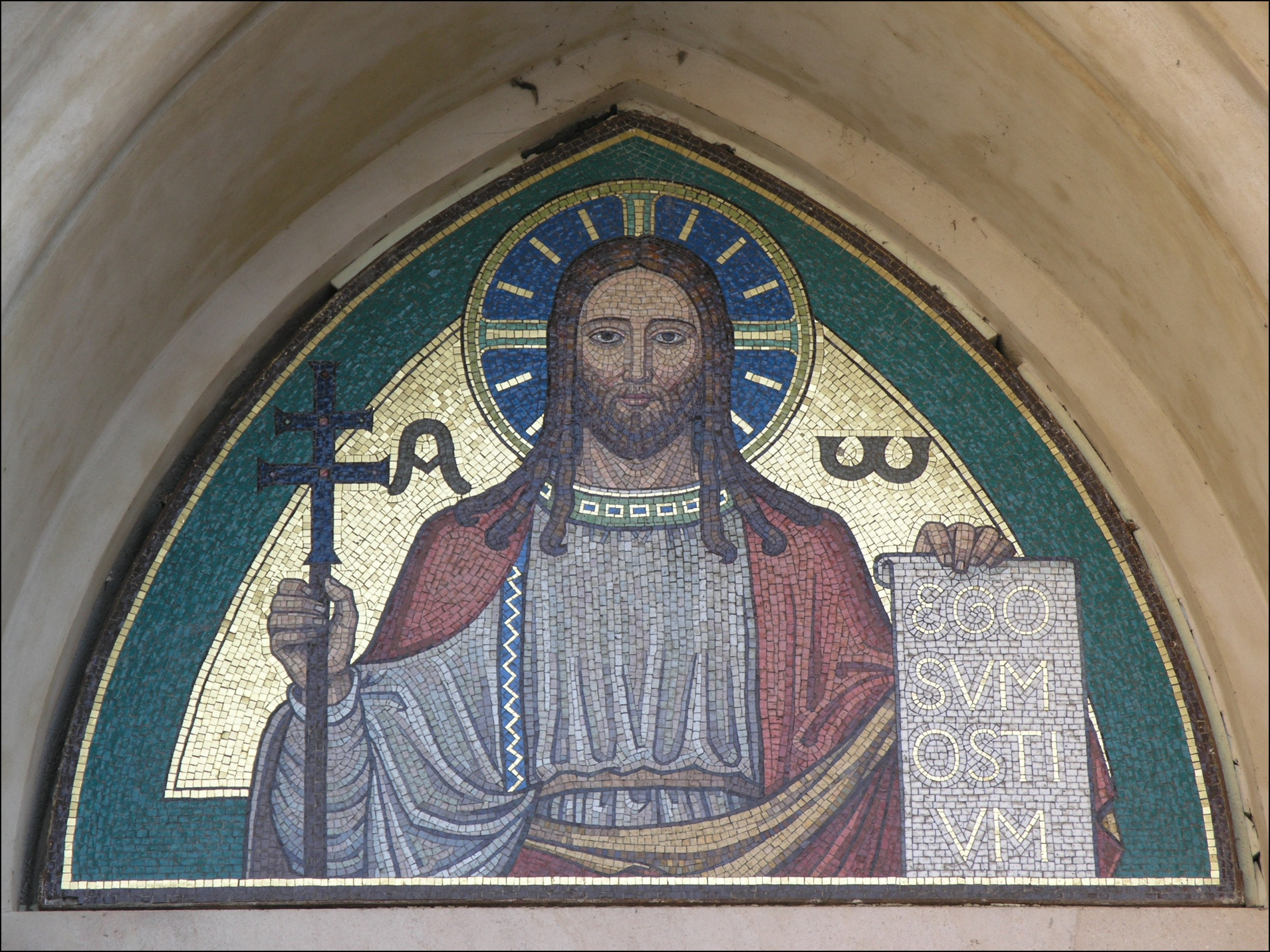
Emauzy - Kristus Spasitel

Foerstrovy práce se vyznačují jemnou a přesnou technikou, hladkostí, drobnými kameny, s malým vyzněním spáry. V aluzi byzantských obrazů hojně uplatňuje zlaté pozadí v kontrastu s plnými a sytými barvami, jeho figury
jsou statické, pevného tvaru, zdůrazněného jemnou konturou.
Po návratu z Itálie se věnoval mozaikám hlavně pro církevní stavby. Téměř všechny jeho mozaiky mají náboženskou tematiku a je na nich patrný vliv byzantského umění a beuronské školy. Pozdější mozaiky jsou již české. První jeho prací v Čechách byly NÁPISY na kapli Panny Marie Bolestné pod Barrandovem. Zachoval se mozaikový monogram Krista, písmena Alfa a Omega a nápis na průčelí kaple: Ave Maria, gracia plena (1902).
V roce 1903 vytvořil druhé dílo: mozaikový obraz Madony na průčelí kostela Panny Marie Sněžné o rozměrech 230x290 cm. Vytvořil také mozaiku Trůnící Bohorodičky s růžencem na fasádě Růženeckého kostela v Českých Budějovicích. U jejích nohou klečí biskup Martin Říha a zakladatel kongregace Klement Petr.
V letech 1903-1904 ve spolupráci s Františkem Bílkem vytvořil malou mozaiku Hlava Krista – Ikona Vera o rozměrech 37x26 cm, která je součástí stély v děkanské zahradě v Pelhřimově. Je autorem mozaikových námětů na bráně nového hřbitova v Pelhřimově, Antonín Bílek provedl zakončení sloupů v podobě andělů (po zboření brány uloženy v Muzeu).
První práce Viktora Foerstera v Emauzích podle kartonů beuronské školy byly mozaiky umístěné do tympanonů dvou vstupů do kostela. Severní portál v příční ose kostela zdobí výjev Krista s křížovou svatozáří, s kloboukem zavěšeným na zádech a s poutnickou holí v doprovodu dvou mladých benediktinských mnichů. Do západního portálu vložil Foerster frontální postavu Krista Spasitele s křížem a páskem. Pravděpodobně i mozaika Poutníci do Emauz tvořící pozadí hlavního oltáře je Foersterovým dílem. Vytvořil i monumentální postavu sv. Josefa s Ježíškem, která byla zasazena na západní fasádě kláštera. Tuto mozaiku financovala kněžna Schwarzenbergerová.
V Rozseči u Nové Říše v kostele Nejsvětějšího Srdce Ježíšova se nachází na hlavním oltáři mozaika Boží srdce Páně, na levé straně oltář sv. Barbory, na pravé straně Neposkvrněné srdce Panny Marie.
V Českých Budějovicích v nice fasády obchodní školy je mozaika Merkur o rozměrech 410x187 cm. Jeho dílem je i Hlava Kristova nad vchodem do klášterního kostela Nejsvětější Trojice ve Lnářích, mozaikový obraz Panny Marie Hájecké v Hájku – Červeném Újezdu na Slánsku, dále v Dolíně na Slánsku vytvořil mozaiku, která je zasazena do tympanonu nad hlavním vchodem do kostela sv. Šimona a Judy, představuje vyobrazení Trůnícího Krista – Dobrého pastýře, má v ruce pastýřskou hůl a na klíně ovečku.
V roce 1909 restauroval Viktor Foerster mozaiku Posledního soudu, která byla sázena benátskými mistry ve 14. století. K obrazu jsou připojeny postavy českých patronů a krále Karla IV. s Eliškou Pomořanskou.
Vrcholem mozaikářské tvorby Viktora Foerstera je chrámový monumentální obraz Panny Marie Svatohostýnské s Ježíškem umístěný na průčelí baziliky na Hostýně. Obraz o rozměrech 620x380 cm vznikl v roce 1912 a je již ve svém malířském a mozaikářském zpracování zcela oproštěn italského vlivu a stává se tak originálním projevem již naší mozaiky. Viktor Foerster zde vytvořil ryze českou madonu slovanského typu a heraldickými znaky našeho státu.

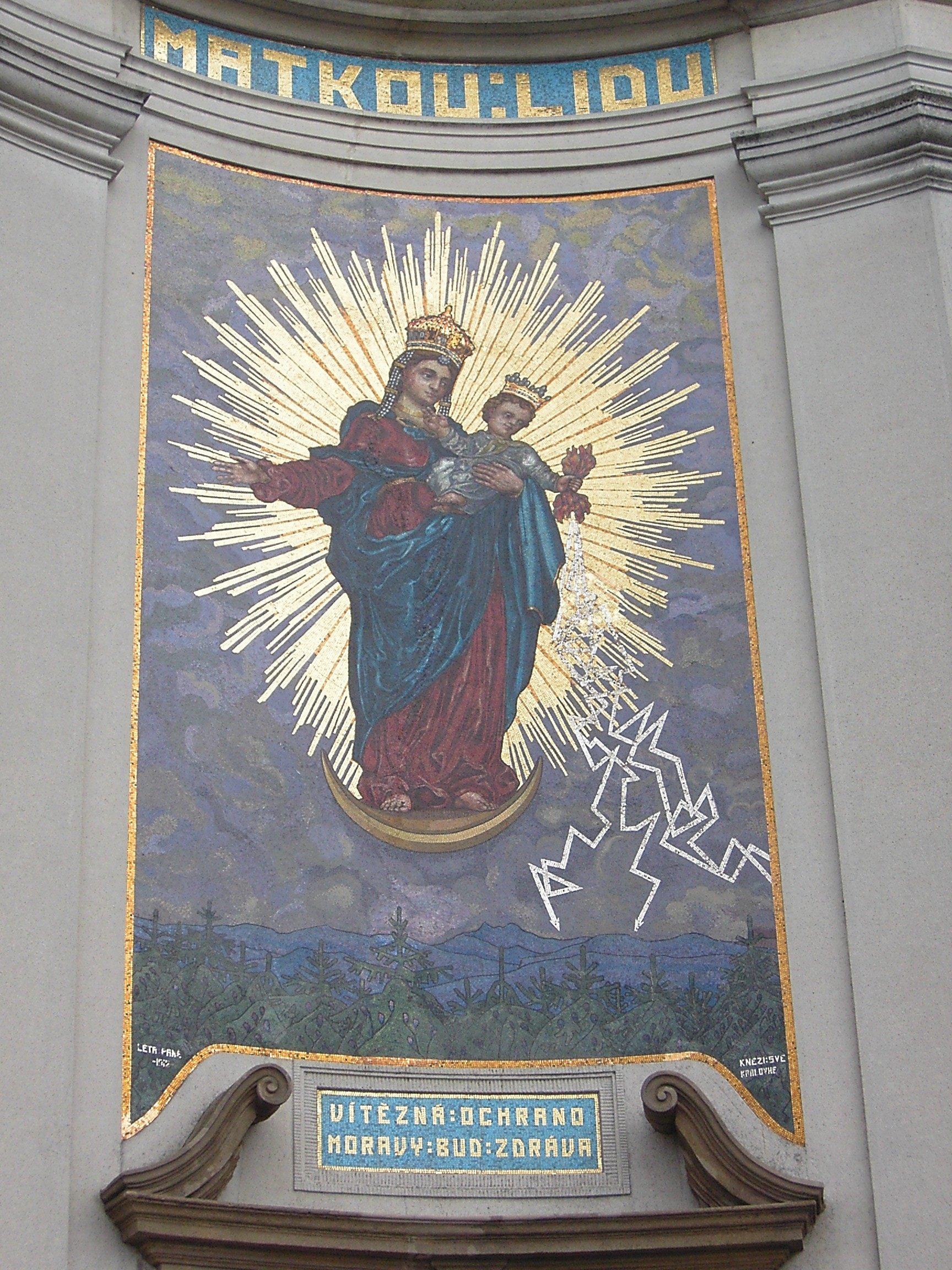
Velká mozaika Panny Marie Svatohostýnské od Viktora Foerstera

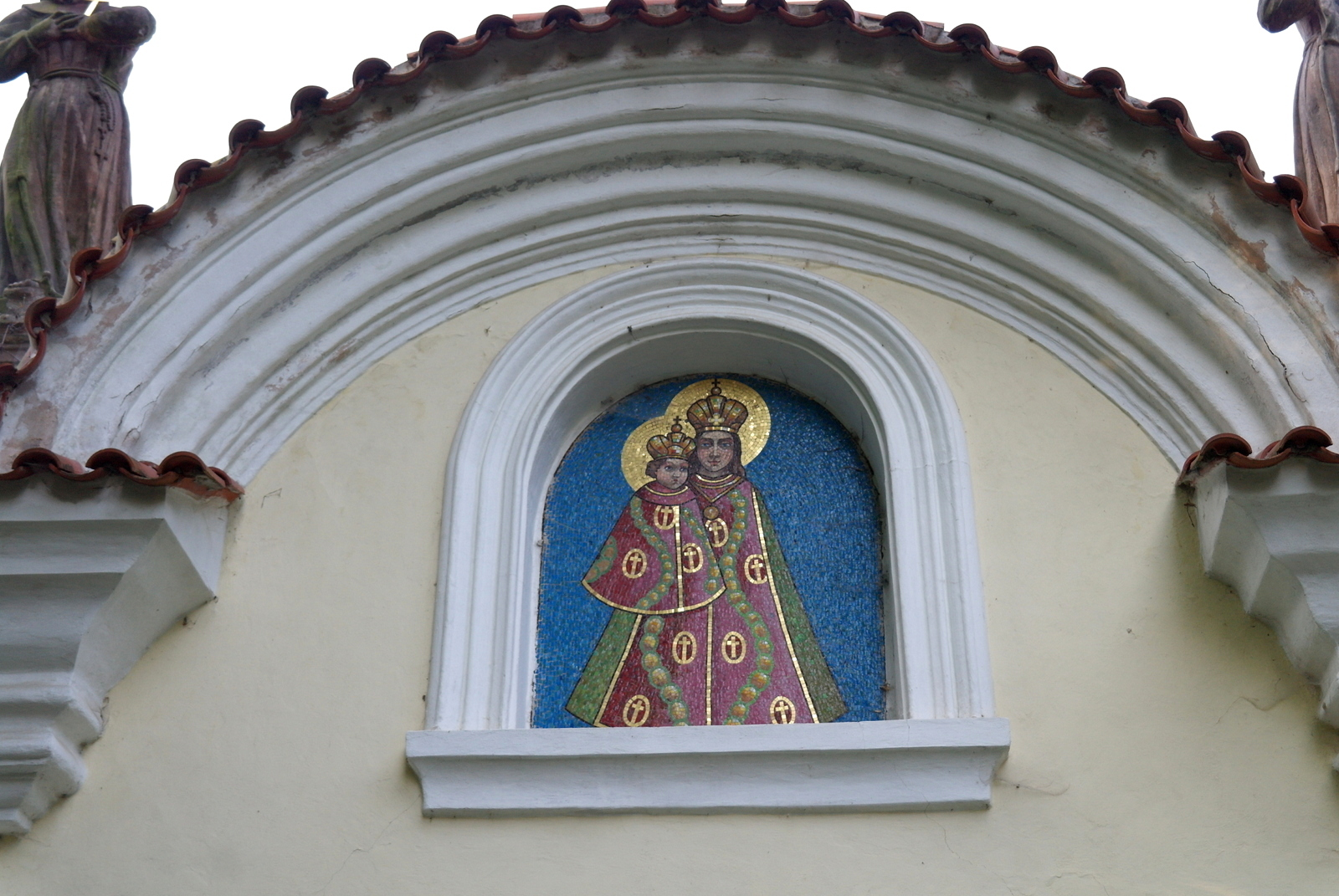
P. Maria Hájecká, Klášter svatého Františka v Hájku

Před rokem 1915 vytvořil velkou mozaiku (cca 3,3 x 2,5 m) Zmrtvýchvstalý Kristus (podle Raffaela Santi) pro hrobku rodiny Eiseltových na Vyšehradském hřbitově.
V tvořivém mezidobí se věnoval VF dále malování. Vznikají obrazy Zeleninové pole, Hřbitovní kostelík v sadu. Namaloval portrét svého bratra (1909-19010) a autoportrét. Zvláštní pozornost si zaslouží akvarel Vkládání, znázorňující Ježíše uzdravujícího slepé dítě. Obraz je u autora ojedinělý, oproštěný od veškerých, pro něho dosud typických tahů štětcem, v subtilním pojetí vzdušné barevnosti.
V roce 1915 namaloval na zakázku děkanství v Choceradech pro kostel Nanebevzetí Panny Marie plátna pro dva boční oltářní obrazy: Svatá rodina na útěku do Egypta a Ježíš Kristus na cestě do Emauz. Toto je poslední výtvarné dílo Viktora Foerstera.
Neobyčejný běh života Viktora Foerstera byl náhle ukončen. V 48 letech zemřel v sanatoriu v Praze – Podolí 9. prosince 1915, příčinou byl vrozený nádor na mozku. Jeho ostatky byly převezeny ke zpopelnění do Drážďan.
V mozaikářské dílně v Mnichovicích pracovala ještě v roce 1938 Marie Viktorie Foersterová. Realizovala náměty jiných autorů, její manžel si dělal návrhy sám.
Bratr Viktora, hudební skladatel Josef Bohuslav Foerster se inspiroval jeho osudem při psaní libreta opery Nepřemožení, milovanému bratru věnoval jako svatební dar skladbu „Legenda o štěstí“ pro čtyřruční klavír. Pod tíhou jeho úmrtí složil „Druhý houslový koncert“ a jako vzpomínku kantátu „Mrtvým bratřím“. Společné prázdninové putování po Francii a Itálii popsal ve svých knihách vzpomínek Poutník a Poutník v cizině.
MARIE VIKTORIE FOERSTEROVÁ
Marie Viktorie Foersterová (1867-1952) – dívčím jménem Jesenská, sestra spisovatelky Růženy Jesenské, původně překladatelka z angličtiny. Vyučena manželem Viktorem Foersterem v dílně v Úvoze v Praze, častá spoluautorka jeho mozaikových realizací (hlavně dotváření ornamentální bordury), z nichž některé po jeho smrti dokončovala. Ve sklepní dílně v Mnichovicích – Božkově 114 dotvářela zakázky z vlastních kartonů. Byla to např. mozaika Kristovy hlavy (100x120 cm) v malém západním portálu – tympanonu nebo nad bočním severním portálem Svatý Prokop (120x150 cm), zobrazující poustevníka opata s divotvornou pastýřskou holí, jak nabádá k pokoře a poslušnosti dvojici mnichů – to vše na kostele P. Marie Svatohostýnského opatství v Emauzích. V nich už prosadila mozaikový materiál, který uměl více vzdorovat povětrnostním vlivům. Svými význačnějšími mozaikovými realizacemi v interiérech a vně profánních staveb převedla v život např. díla Josefa Sejpky (spořitelna v Roudnici nad Labem), Ladislava Machoně (sál Právnické fakulty UK v Praze) či Cyrila Boudy (Svatá Barbora v továrně v Semtíně). Prokázala to i v době sílící laicizace české společnosti ze strany avantgardních intelektuálů svou profesní a mravní odvahou. Odolnost specifického českého mozaikového skla zvláště v letech 1935-38 v katedrále sv. Víta v Praze podle kartonů Františka Kysely a Karla Svolinského své úsilí potvrdila.
Zásluhy (to, jak vrostla do psychologie nutnosti obnovovat zájem o pravoslaví) dosáhla v roce 1924 spoluprací na dokončování vnější výzdoby Ruské kaple Zesnutí Bogorodice na Ruském hřbitově v Praze – Olšanech v zobrazení Bogomateri Oranty Žehnající s dvanáctiletým Ježíšem (realizace 300x250 cm) nad hlavním vchodem západního průčelí – podle kartonu Ivana Jakovleviče Bilibina. Její jméno je též spojeno s apsidální mozaikou Knjaze Michaila (230x90 cm) v zobrazení okřídleného archanděla ve zbroji se zdobným řeckým křížem na pancíři, jak zahání zavržené (též podle Bilibinovy předlohy – východní stěna této kaple). Zdobila reliéfní mozaikou i rodinné hrobky. V mozaikářství vyučila např. Jana Tumpacha. „Její manžel, malíř V. Foerster, a ona jsou praví zakladatelé české mozaiky“, napsal J.R. Marek v r. 1937. Významné bylo vždy „vysazování sklíček mozaiky už ne jen řemeslnicky a jen ze zásobníků mozaikářských smaltů i jen s porozuměním k charakteru díla“ (Karel Hetteš, 1956). Takto se už tehdy dočkala její činnost odborného ohodnocení.